# RoxxyX

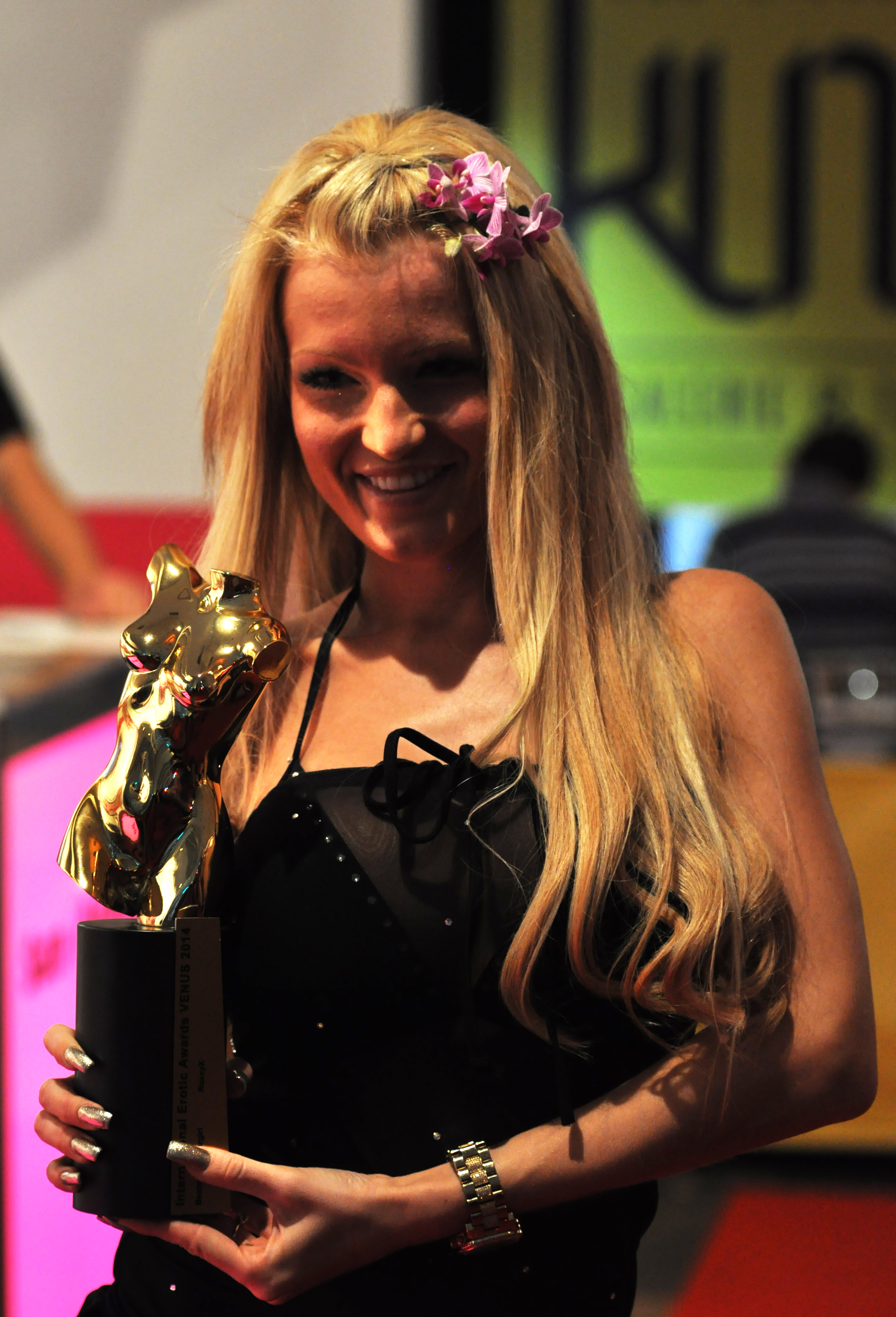
RoxxyX bei der Venus 2014, Berlin

RoxxyX (* 1. August 1989 in Neubrandenburg als Roxana Miller) ist ein deutsches Tattoo- und Erotikmodel. Sie gehört zu den erfolgreichsten Amateurdarstellerinnen und wurde schon mehrfach mit dem Venus Award ausgezeichnet. 

## Leben
Roxana Miller wurde in Neubrandenburg geboren und ist nach nur einem Jahr mit ihren Eltern nach Berlin-Mitte gezogen. 
2005 absolvierte sie ihre Schule und entschied sich wie ihre Mutter für eine Ausbildung zur zahnmedizinischen Fachangestellten. Nach ihrer Ausbildung arbeitete sie insgesamt sieben Jahre in der Praxis und kündigte 2012 für ihren Traum der Selbstständigkeit.
Roxana Miller alias RoxxyX begann im November 2012 als Camgirl und bekam schon wenige Monate später einen exklusiven Vertrag bei Live-Strip, eines der größten und bekanntesten Webcam-Portale. Neben diversen Shootings wurde sie seit 2013 auch als Werbegesicht für die TV-Werbespots eingesetzt und begann nebenbei 2016 mit einer Moderationsausbildung. 
2014 und 2016 wurde RoxxyX auf der Venus Berlin als „Bestes Amateurgirl“ und 2017 als „Bestes Webcamgirl“ mit dem Venus Award ausgezeichnet. 
Neben Fernsehauftritten für Punkt 12, Explosiv – Das Magazin, Frühstücksfernsehen, N24, Arte u. v. m. nahm sie 2016 an der Fernsehsendung Frauentausch teil. 
Erotische Aufnahmen von RoxxyX erschienen unter anderem in der Tattoo Erotica und in der Bikers News.